# Кардиналы-выборщики на Конклаве 1903 года
| Страна                                                                                   | Количество выборщиков |
| ---------------------------------------------------------------------------------------- | --------------------- |
| Италия                                                                                   | 39                    |
| Франция                                                                                  | 7                     |
| Испания и Австро-Венгрия                                                                 | 5                     |
| Германская империя                                                                       | 3                     |
| Австралия, Бельгия, Соединённое королевство Великобритании и Ирландии, Португалия и США, | 1                     |

Следующие кардиналы-выборщики участвовали в конклаве 1903 года. Приводятся по географическим регионам и в алфавитном порядке. Двое из этих шестидесяти четырёх выборщиков не участвовали в Конклаве: Микеланджело Челезия, OSB и Фрэнсис Патрик Моран.
В Священной Коллегии кардиналов присутствовали следующие кардиналы-выборщики, назначенные:
- 1 — папой Пием IX;
- 63 — папой Львом XIII.

## Римская Курия
1. Антонио Альярди, Канцлер Святой Римской Церкви;
2. Андреа Аюти, бывший апостольский нунций в Португалии;
3. Винченцо Ваннутелли, префект Священной Конгрегации Собора, префект Верховного Трибунала Апостольской Сигнатуры;
4. Серафино Ваннутелли, вице-декан Коллегии кардиналов;
5. Хосе де Каласанс Вивес-и-Туто, O.F.M.Cap., кардинал-дьякон с титулярной диаконией Сант-Адриана;
6. Франческо Салезио делла Вольпе, префект экономии Священной Конгрегации Пропаганды Веры и председатель Преподобной Палаты Богатства Святого Престола
7. Джироламо Готти, OCD, префект Священной Конгрегации Пропаганды Веры;
8. Казимиро Дженнари, кардинал-священник с титулярной церковью Сан-Марчелло;
9. Анджело Ди Пьетро, апостольский датарий;
10. Феличе Каваньис, бывший секретарь Священной Конгрегации чрезвычайных церковных дел;
11. Беньямино Кавиккьони, секретарь Священной Конгрегации Собора;
12. Джованни Баттиста Казали дель Драго, бывший титулярный латинский патриарх Константинопольский;
13. Серафино Кретони, префект Священной Конгрегации обрядов;
14. Луиджи Макки, секретарь апостольских бреве, кардинал-протодьякон;
15. Себастьяно Мартинелли, OSA, кардинал-священник с титулярной церковью Сант-Агостино;
16. Марио Моченни, кардинал-епископ Сабины;
17. Карло Ночелла, бывший титулярный латинский патриарх Константинопольский;
18. Луиджи Орелья ди Санто Стефано, декан Коллегии кардиналов, камерленго;
19. Франческо ди Паола Кассетта, титулярный латинский патриарх Антиохийский;
20. Раффаэле Пьеротти, OP, кардинал-священник с титулярной церковью Санти-Козма-э-Дамиано;
21. Мариано Рамполла дель Тиндаро, государственный секретарь Святого Престола;
22. Алессандро Санминьятелли Дзабарелла, камерленго Священной Коллегии кардиналов;
23. Франческо Сатолли, префект Священной Конгрегации образования
24. Франческо Сенья, архивист Святого Престола;
25. Эмидио Тальяни, бывший апостольский нунций в Австро-Венгрии;
26. Луиджи Трипепи, префект Священной Конгрегации индульгенций и священных реликвий;
27. Доменико Феррата, префект Священной Конгрегации по делам епископов и монашествующих;
28. Андреас Штайнхубер, SJ, префект Священной Конгрегации Индекса.

## Европа

### Италия
1. Бартоломео Бачильери, епископ Вероны;
2. Джулио Боски, архиепископ Феррары;
3. Альфонсо Капечелатро ди Кастельпагано, архиепископ Капуи;
4. Акилле Манара, епископ Анконы и Уманы;
5. Дженнаро Портанова, архиепископ Реджо-Калабрия;
6. Джузеппе Приско, архиепископ Неаполя;
7. Пьетро Респиги, генеральный викарий Рима;
8. Агостино Рикельми, архиепископ Турина;
9. Джузеппе Сарто, патриарх Венеции (был избран папой римским и выбрал имя Пий X);
10. Доменико Свампа, архиепископ Болоньи;
11. Андреа Феррари, архиепископ Милана;
12. Джузеппе Франчика-Нава ди Бонтифе, архиепископ Катании;
13. Микеланджело Челезия, OSB, архиепископ Палермо (не участвовал в Конклаве).

### Франция
1. Пьер-Эктор Кулье, архиепископ Лиона;
2. Гийом-Мари-Жозеф Лабуре, архиепископ Ренна.
3. Бенуа-Мари Ланженьё, архиепископ Реймса;
4. Виктор-Люсьен-Сюльпис Леко, архиепископ Бордо;
5. Франсуа-Дезире Матьё, архиепископ Тулузы;
6. Адольф-Луи-Альбер Перро, Orat., епископ Отёна;
7. Франсуа-Мари-Бенжамен Ришар де Ла Вернь, архиепископ Парижа.

### Австро-Венгрия
1. Колош Ференц Васари, архиепископ Эстергома;
2. Антон Йозеф Груша, архиепископ Вены;
3. Иоганн Баптист Качталер, архиепископ Зальцбурга;
4. Ян Пузына, епископ Кракова;
5. Лев Скрбенски-з-Гржиште, архиепископ Праги.

### Испания
1. Сальвадор Касаньяс-и-Пагес, епископ Барселоны;
2. Кириак Мария Санча-и-Эрвас, архиепископ Толедо и патриарх Западной Индии;
3. Хосе Мария Мартин де Эррера-и-де-ла-Иглесия, архиепископ Сантьяго-де-Компостелы;
4. Себастьян Эрреро-и-Эспиноса-де-Лос-Монтерос, Orat., архиепископ  Валенсии.

### Германская империя
1. Георг Копп, епископ Бреслау;
2. Антон Хуберт Фишер, архиепископ Кёльна.

### Португалия
1. Жозе Себаштьян Алмейда Нету, OFM, патриарх Лиссабона.

### Бельгия
1. Петрус-Ламбертус Госсенс, архиепископ Мехелена.

### Соединённое королевство Великобритании и Ирландии
1. Майкл Лог, архиепископ Армы.

## Северная Америка

### США
1. Джеймс Гиббонс, архиепископ Балтимора.

## Австралия и Океания

### Австралия
1. Фрэнсис Патрик Моран, архиепископ Сиднея (не участвовал в Конклаве).